# Моленбек-Сен-Жан
Моленбек-Сен-Жан, також Сін-Янс-Моленбек (нід. Sint-Jans-Molenbeek МФА: [sɪnˈcɑnsˈmoːlə(n)ˌbeːk] вимоваⓘ, фр. Molenbeek-Saint-Jean МФА: [molənˈbek ˈsɛ̃ ʒɑ̃]) — одна з 19 комун Брюссельського столичного регіону. Займає площу 5,89 км ². Населення комуни становить 91733 особи (2011 рік).

## Історія

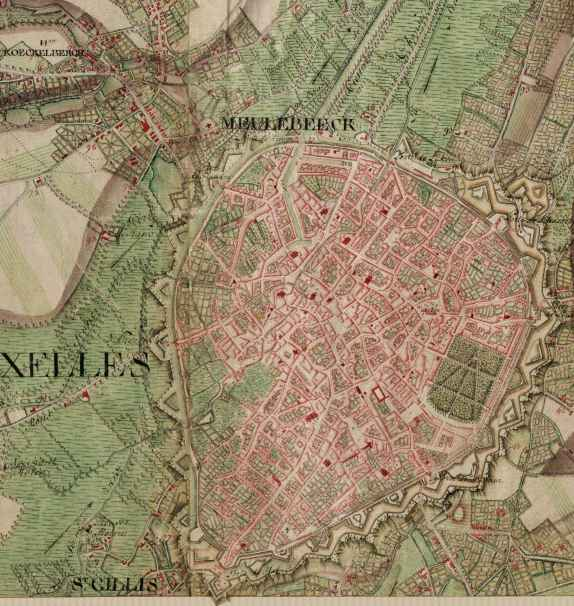
Моленбек (нагорі ліворуч) і Брюссель (в центрі) на карті Йозефа Ферраріса, між 1771 і 1778 роками.

Найраніша згадка про Моленбек сягає кінця Х століття, вона міститься у привілеях, даних Шарлем Французьким шістьом сім'ям, що проживали тут в той час. Перша церква — Святого Іоана Хрестителя — була тут вже 1174 року. У Середньовіччі населений пункт був тісно зв'язаний з Брюсселем, зокрема у релігійних і фінансових справах.
1798 року населення комуни становило 830 чоловік. У першій половині XIX століття воно дуже швидко зросло завдяки виникненню тут промисловості й 1846 року досягло 11679 чоловік. Моленбек був першою комуною серед комун, що оточують Брюссель, яку торкнулася промислова революція. Цьому сприяли близькість міста до Брюсселя та наявність дороги, що з'єднувала його з Антверпеном і Гентом. Згодом розвиткові промисловості у місті сприяли розташування міста на каналі Брюссель — Шарлеруа, збудованому 1832 року. Залізниця, що проходила неподалік, також сприяла подальшому зростанню міста у середині XIX століття.
Моленбек кілька разів віддавав ділянки своєї території Брюсселю. Вперше це відбулося у 14 столітті, коли від міста до Брюсселя відійшло 110 га для будівництва другого брюссельського муру. 1897 року було відібрано ще 78 га і 1921 року ще певну ділянку для будівництва великої товарної залізничної станції і для брюссельського порту на каналі.
Протягом XIX століття і у першій половині XX століття Моленбек залишався бідним робітничим передмістям Брюсселю. Місто значно змінилося після Другої світової війни. Старі райони біля каналу були замінені новими авеню з новими багатоповерховими будинками.

Моленбек-Сен-Жан на карті Брюссельського столичного регіону.

## Населення
- 1798 рік — 830 осіб,[3]
- 1846 рік — 11679 осіб.[3]

| Рік | 1990  | 1995  | 2000  | 2005  | 2007  | 2008  | 2009  | 2010  | 2011  |
| --- | ----- | ----- | ----- | ----- | ----- | ----- | ----- | ----- | ----- |
| Населення | 68904 | 68406 | 71219 | 78520 | 81632 | 83674 | 85735 | 88181 | 91733 |
| Джерело: Населення Бельгії у 1990–2011 роках. на сайті Головної дирекції статистики і економічної інформації уряду Бельгії. |       |       |       |       |       |       |       |       |       |

В комуні за даними на 1 січня 2011 року проживало 91733 особи, з яких 66362 людей (72,34 %) були бельгійського походження і 25371 (27,66 %) — іноземцями, з яких 11265 людей походили з країн Євросоюзу, 14106 людей — з інших країн світу. З всіх іноземців 51 людина мала статус політичного біженця.
| Албанія | н. д. | н. д. | н. д. | н. д. | н. д. | н. д. | 195   |
| Алжир | 170   | 205   | 201   | 209   | 211   | н. д. | 278   |
| Бельгія | 50719 | 55713 | 57643 | 58438 | 59812 | 62781 | 66362 |
| Болгарія | н. д. | н. д. | н. д. | 23    | 33    | н. д. | 159   |
| Бразилія | 22    | 24    | 31    | 38    | 31    | н. д. | 110   |
| Велика Британія | 110   | 98    | 104   | 101   | 105   | н. д. | 115   |
| Гвінея | н. д. | н. д. | н. д. | н. д. | н. д. | н. д. | 461   |
| Греція | 525   | 475   | 466   | 437   | 416   | н. д. | 372   |
| Дем. Респ. Конго | 687   | 967   | 983   | 846   | 808   | 872   | 1031  |
| Ірак | н. д. | н. д. | н. д. | н. д. | н. д. | н. д. | 110   |
| Іспанія | 1180  | 1196  | 1211  | 1205  | 1203  | 1204  | 1591  |
| Італія | 2269  | 2138  | 2109  | 2014  | 1943  | 1833  | 1904  |
| Камерун | 42    | 67    | 64    | 57    | 88    | н. д. | 248   |
| Марокко | 10353 | 8368  | 8248  | 8101  | 7747  | 7242  | 7409  |
| Нігерія | н. д. | н. д. | н. д. | н. д. | н. д. | н. д. | 126   |
| Нідерланди | 192   | 234   | 241   | 263   | 302   | н. д. | 611   |
| Німеччина | 93    | 87    | 93    | 88    | 99    | н. д. | 157   |
| Пакистан | 129   | 213   | 232   | 271   | 314   | н. д. | 364   |
| Польща | 74    | 219   | 255   | 331   | 425   | 613   | 1170  |
| Португалія | 511   | 503   | 540   | 544   | 549   | 597   | 658   |
| Руанда | н. д. | н. д. | н. д. | н. д. | н. д. | н. д. | 142   |
| Румунія | 32    | 188   | 211   | 250   | 367   | 816   | 2210  |
| Туреччина | 1026  | 828   | 788   | 757   | 739   | 662   | 656   |
| Україна | н. д. | н. д. | н. д. | н. д. | н. д. | н. д. | 93    |
| Франція | 2114  | 2072  | 2046  | 1950  | 1901  | 1967  | 2143  |
| Інші | 2132  | 2582  | 2621  | 2597  | 2784  | 5087  | 3058  |
| Разом | 72380 | 76177 | 78087 | 78520 | 79877 | 83674 | 91733 |
| Примітки. 1. н. д. — немає даних. 2. В таблиці окрім України представлені лише ті країни, кількість вихідців з яких в населенні комуни станом на 2011 рік становила 100 або більше осіб. |       |       |       |       |       |       |       |

## Уродженці
- Ежен Ларманс — бельгійський живописець.

## Парк «Шхутбос»

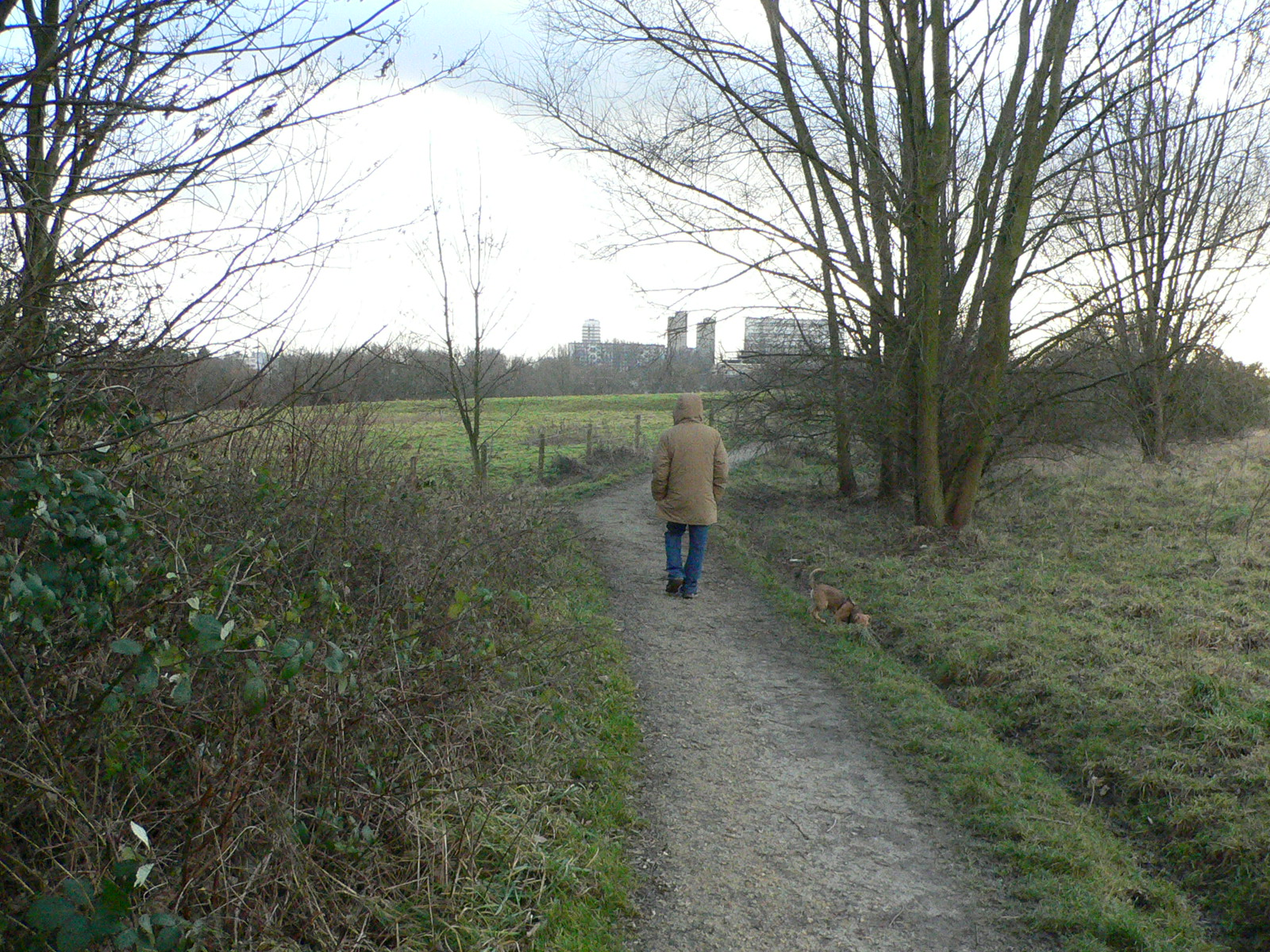
Парк «Шхутбос».

На східному краї комуни розташований парк «Шхутбос» (нід. Scheutbospark, фр. Parc régional du Scheutbos) 50°51′00″ пн. ш. 4°17′30″ сх. д. / 50.85000° пн. ш. 4.29167° сх. д.. У перекладі з нідерландської мови назва парку означає «пагоновий ліс» (від слів «scheut» — «пагін» та «bos» — «ліс»). Однак, насправді, у парку немає лісу, він являє собою доволі велике поле. Лише по його краях ростуть дерева.

## Спорт
У місті є футбольний клуб «Брюссель», утворений 2003 року злиттям клубів «Моленбек» і «Стромбек». Клуб грає у першій лізі Бельгії, має стадіон «Едмон Махтенс» (нід. Edmond Machtensstadion, фр. Stade Edmond Machtens) 50°51′00″ пн. ш. 4°19′00″ сх. д. / 50.85000° пн. ш. 4.31667° сх. д., розрахований приблизно на 11000 місць. Протягом 2004–2008 років ФК «Брюссель» грав у вищій лізі Бельгії, де його найкращим досягненням було 10 місце у турнірній таблиці.